# Demba Savage
Demba Savage (Banjul, Gambia, 17 de junio de 1988) es un futbolista gambiano. Juega de delantero y milita en el Turun Palloseura de la Ykkönen de Finlandia.

## Selección
Ha sido internacional con la selección de Gambia en 15 ocasiones anotando dos goles.

## Clubes
| Club                   | País      | Año       |
| ---------------------- | --------- | --------- |
| Gambia Ports Authority | Gambia    | 2003-2005 |
| KPV Kokkola            | Finlandia | 2006-2008 |
| F. C. Honka            | Finlandia | 2009-2012 |
| HJK Helsinki           | Finlandia | 2012-2015 |
| BK Häcken              | Suecia    | 2016      |
| HJK Helsinki           | Finlandia | 2017-2018 |
| BB Erzurumspor         | Turquía   | 2018      |
| F. C. Honka            | Finlandia | 2018-2021 |
| Turun Palloseura       | Finlandia | 2022-     |

## Palmarés

### Títulos nacionales
| Título                       | Club         | País      | Año     |
| ---------------------------- | ------------ | --------- | ------- |
| Copa de la Liga de Finlandia | F. C. Honka  | Finlandia | 2010    |
| Copa de la Liga de Finlandia | F. C. Honka  | Finlandia | 2011    |
| Veikkausliiga                | HJK Helsinki | Finlandia | 2012    |
| Veikkausliiga                | HJK Helsinki | Finlandia | 2013    |
| Veikkausliiga                | HJK Helsinki | Finlandia | 2014    |
| Copa de Finlandia            | HJK Helsinki | Finlandia | 2014    |
| Copa de la Liga de Finlandia | HJK Helsinki | Finlandia | 2015    |
| Copa de Suecia               | BK Häcken    | Suecia    | 2015-16 |
| Veikkausliiga                | HJK Helsinki | Finlandia | 2017    |
| Copa de Finlandia            | HJK Helsinki | Finlandia | 2016-17 |